# Flipnote Studio 3D
Flipnote Studio 3D (うごくメモ帳3D Ugoku Memo-chou 3D?, lit. "Libreta animada 3D") es una aplicación desarrollada por Nintendo para la videoconsola portátil Nintendo 3DS, la cual permite realizar animaciones en 3D. Estas animaciones reciben el nombre de "Flipnotes".
Flipnote Studio 3D es la nueva versión de esta aplicación desarrollada para la consola portátil Nintendo 3DS, se puede adquirir de forma gratuita a través de la Nintendo eShop, su fecha de lanzamiento inicial era el 1 de agosto de 2013, pero debido al "éxito en Japón" el 24 de julio de 2013 la fecha de lanzamiento se ha retrasado hasta fecha indeterminada y desde hace 15 meses Nintendo no hizo ninguna aclaración directa al respecto.
El 20 de enero de 2015, en América, se informó que sería un regalo de Nintendo en agradecimiento por la fidelidad de sus usuarios. Se programó para febrero de 2015 y su método de repartición cambiaría dependiendo de la región de en que uno se encuentre. Solo para usuarios de Estados Unidos y Canadá. El 31 de marzo de 2016 se lanza My Nintendo, el nuevo sistema de premios de Nintendo, en el que se incluía  como premio dicho programa, que estará disponible hasta 1 de mayo de 2016.

## Juego
En esta aplicación es posible crear animaciones en 3D a base de 3 capas de profundidad, la aplicación viene además con 6 colores diferentes a diferencia de Flipnote Studio de DSi que solo venia con 3 (incluyendo negro) de los cuales podías combinar y hacer hasta 7 colores diferentes. En Flipnote Studio 3D se calcula que se pueden hacer más de 20 colores al combinar los 6 básicos.
Otras novedades son: "Flipnote Gallery: Amigos" que permite compartir, descargar y calificar las creaciones de tus amigos, siendo este servicio gratuito, y "Flipnote Studio: Mundo", aquí puedes ver las animaciones de usuarios de Flipnote Studio 3D de todo el mundo, este servicio es de pago y cuesta 0,99 €/$ cada mes, a pesar de esto todos los usuario pueden disponer de un periodo de prueba gratuito durante 30 días, aunque deberán pagar si desean continuar usándolo. Aunque si se es popular bien como creador de "Flipnotes" o bien como coleccionista, se puede obtener un pase de 30 días gratuito. Sin embargo, también habrá un intervalo de tiempo cada día durante el que todos los usuarios podrán acceder al servicio gratuitamente. Este intervalo es de 15:00 a 21:00 horas.

## Desarrollo
Flipnote Studio 3D es una nueva versión de Flipnote Studio, lanzada en DSiWare, desarrollada para la consola portátil Nintendo 3DS, se puede adquirir de forma gratuita a través de la Nintendo eShop.
Este software fue lanzado de manera gratuita el 24 de julio de 2013 en Japón (no el 3 como se anunció al principio) a través de la Nintendo eShop de Nintendo 3DS. La fecha de lanzamiento inicial en Europa y América era el 1 de agosto de 2013, pero fue retrasado hasta el 31 de marzo de 2016 (Europa) y 10 de febrero de 2015 (América) 
Finalmente, tras mucho tiempo, junto al comunicado del fin de las operaciones del amado Club Nintendo en todo el mundo, se informó que como premio a la fidelidad de los usuarios será repartido a quienes tengan una cuenta registrada (en el caso de América) o que se registren en un nuevo sistema de premios próximo a ser anunciado (en el caso de Europa).